# West Columbia (Texas)
West Columbia é uma cidade localizada no estado norte-americano do Texas, no Condado de Brazoria.

## Demografia
Segundo o censo norte-americano de 2000, a sua população era de 4255 habitantes.
Em 2006, foi estimada uma população de 4221, um decréscimo de 34 (-0.8%).

## Geografia
De acordo com o United States Census Bureau tem uma área de
6,6 km², dos quais 6,6 km² cobertos por terra e 0,0 km² cobertos por água. West Columbia localiza-se a aproximadamente 11 m acima do nível do mar.

## Localidades na vizinhança
O diagrama seguinte representa as localidades num raio de 16 km ao redor de West Columbia.